# Nevil Shute

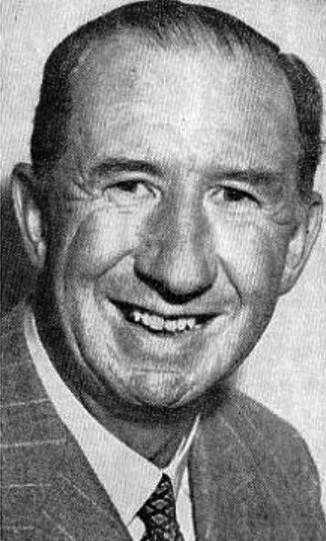
Nevil Shute (1949)

Nevil Shute Norway (* 17. Januar 1899 in Ealing, London; † 12. Januar 1960 in Melbourne, Australien) war ein englischer Schriftsteller, Flugzeugingenieur und Pilot.

## Leben
Norway nahm als Commander der Royal Naval Volunteer Reserve am Zweiten Weltkrieg teil und als Ingenieur war er in dieser Zeit an mehreren geheimen Projekten der Luftfahrttechnik beteiligt.
Nach Kriegsende wanderte er nach Australien aus und ließ sich 1950 in der Nähe Melbournes nieder. Dort war er maßgeblich an der Gründung mehrerer Fluggesellschaften beteiligt. Neben seinem literarischen Schaffen war er gelegentlich auch als Gutachter in der Flugbranche tätig. In Australien wechselte Norway auch das Genre und verfasste unter dem Pseudonym Nevil Shute nun vermehrt SF-Romane.
Sein bekanntester Roman On The Beach, deutsch: Das letzte Ufer, wurde 1959 unter dem gleichen Titel auch verfilmt (zum Film siehe Artikel Das letzte Ufer). 2000 kam für das Fernsehen eine weitere Verfilmung mit dem Namen USS Charleston – Die letzte Hoffnung der Menschheit. In diesem Werk beschreibt Norway anhand zweier Paare die letzten Tage der Menschheit nach einem Atomkrieg. Trotz des drohenden Untergangs erwarten diese Menschen ihr Schicksal gelassen, fast schon stoisch.
Mit Slide rule (Im Gleitflug des Lebens) legte Norway 1954 seine Autobiographie vor, die im darauffolgenden Jahr u. a. ins Deutsche übersetzt wurde.
Im Alter von 61 Jahren starb Nevil Shute Norway am 12. Januar 1960 im Freemason Hospital von Melbourne, Australien.

## Werke
Jeweils mit kurzer Zusammenfassung.

### Vor dem Zweiten Weltkrieg
- Stephen Morris, 1923, veröffentlicht 1961 bei Heinemann, London (sein erster Pilotenroman)
- Pilotage, 1924, veröffentlicht 1961 mit Stephen Morris, Heinemann, London (Fortsetzung von Stephen Morris).
- Marazan, Cassell 1926 (Thriller, Pilot hilft Flüchtigem, der ihn aus Seenot rettet, den Drogenring seines Bruders zu sprengen)
- So Disdained, Cassell 1928 (Pilot verrät sein Land, indem er für die Russen arbeitet; Themen sind auch Sozialismus und Faschismus, unter dem Eindruck des Generalstreiks von 1926 in Großbritannien und dem aufkommenden Faschismus in Italien entstanden)
- Lonely Road, Heinemann 1932 (Thriller um kommunistische Waffenschmuggler mit Sympathisanten in englischen Universitäten, verbunden mit Liebesgeschichte, verfilmt 1936 in den USA als Scotland Yard commands)
- Ruined City, 1938, in den USA Kindling. (Ein Bankier baut mit Finanztricks am Rande der Legalität eine Werft auf. Er wird wegen Betrugs eingesperrt, die Werft floriert aber. Nach Shutes eigenen Erfahrungen bei dem Versuch, eine Firma für den Bau von Flugzeugen zu gründen.)
- An Old Captivity, Heinemann 1940 (während er Luftaufnahmen über Grönland macht, wird ein Pilot in seiner Fantasie, ausgelöst durch eingenommene Drogen, in die Wikingerzeit versetzt)

### Während oder kurz vor dem Zweiten Weltkrieg
- What Happened to the Corbetts, Heinemann 1938, in den USA Ordeal (sieht die Bombardierung von Southampton voraus)
- Landfall: A Channel Story, 1940 (junger Pilot der Royal Air Force wird beschuldigt, ein eigenes U-Boot versenkt zu haben)
- Pied Piper, William Morrow 1942 (ein älterer Brite, auf Urlaub in Frankreich, rettet sieben Kinder während der deutschen Besetzung aus Frankreich mit einem Fischerboot, wobei ihm der deutsche Kommandant hilft, falls er seine verwaiste Nichte mitnimmt, die eine jüdische Mutter hat, 1942 und 1990 verfilmt, letzterer Film für CBS mit Peter O’Toole in der Hauptrolle)
- Pastoral, William Morrow 1944 (Geschehnisse zwischen Soldaten und in der Umgebung lebender Bevölkerung auf einem ländlich gelegenen Flughafen in England im Krieg)
- Most Secret, 1942, erschienen erst 1945 bei Pan Books (Kommandounternehmen britischer Marineoffiziere gegen deutsche Truppen mit einem französischen Fischerboot)
- The Chequer Board, Heinemann 1947 (Soldat, der nach einem Flugzeugunfall nicht mehr lange zu leben hat, nimmt Kontakt zu drei ehemaligen Kameraden während des Krieges auf, wobei auch auf die Beziehungen von US-Soldaten untereinander und zu den Briten eingegangen wird)
- The Seafarers, 1946-7, veröffentlicht 2000 (Erzählung, Liebesgeschichte zwischen einem Marineoffizier und einer Marinehelferin aus unterschiedlichen gesellschaftlichen Klassen)

### Australien
- No Highway, Heinemann 1948 (Ermüdungsbruch in einem Flugzeug, von einem exzentrischen Wissenschaftler vorhergesagt; ein paar Jahre später 1954 eingetreten bei der Comet)
- A Town Like Alice, Heinemann 1950, in den USA The Legacy (Liebespaar trifft sich zunächst in japanischer Gefangenschaft und später in Australien in einem kleinen Outback-Ort, den die Protagonistin mit Hilfe einer Erbschaft in eine Stadt wie Alice Springs verwandeln will)
- Round the Bend, Heinemann 1951 (zwei befreundete Piloten, von denen der eine nach dem Zweiten Weltkrieg eine Fracht-Fluggesellschaft im asiatisch-pazifischen Raum aufbaut und der andere sein Angestellter wird und ein religiöser Guru in unterschiedlichen Kulturen ist; unter anderem spielt die Handlung in Bahrein, Bali, Kambodscha, Indonesien; Nevil Shute selbst hielt dies für seinen besten Roman)
- The Far Country, Heinemann 1952 (junge Frau besucht Australien und wandert schließlich ein, mit Kritik an der britischen Labour-Regierung der Zeit und dem öffentlichen Gesundheitssystem Großbritanniens und Australiens; sie trifft einen tschechischen Einwanderer, der zwar Arzt ist, aber nicht praktizieren darf und seine Einwanderung mit zwei Jahren Arbeit in einem Holzfällercamp finanziert)
- In the Wet, Heinemann 1953 (ein anglikanischer Priester erzählt die Geschichte eines von ihm im australischen Busch betreuten sterbenden australischen Piloten mit Kritik an der britischen Labour Party und Ausblicken in die 1980er Jahre, im Roman eingeführt als durch Drogen ausgelöste Visionen)
- Requiem for a Wren, Heinemann 1955, in den USA The Breaking Wave (aus ihren Tagebüchern wird die Geschichte einer ehemaligen britischen Marinehelferin, einer Wren, erzählt, die nach dem Zweiten Weltkrieg nach Australien ausgewandert war und scheinbar Suizid beging)
- Beyond the Black Stump, Heinemann 1956 (Liebesgeschichte eines US-Geologen in Australien mit der Tochter eines Farmers im australischen Busch und gleichzeitig Gegenüberstellung einer australischen Pionierfamilie mit einer US-amerikanischen Mittelstandsfamilie)
- On the Beach, 1957 (die Bevölkerung von Melbourne erwartet ihren Untergang nach einem Atomkrieg)
- The Rainbow and the Rose, Heinemann 1958 (nach einem Flugzeugabsturz im Sterben liegender Pilot erinnert sich an seine Beziehungen zu Frauen)
- Trustee from the Toolroom, Heinemann 1960 (Bergung von Diamanten aus einem Segelboot-Wrack)

### Sonstiges
- Slide Rule: Autobiography of an Engineer, 1954 (seine Autobiographie)

### Deutsche Übersetzungen
- Diamanten im Meer, 1961, Goldmann 1972 (Trustee from the Toolroom)
- El Amin, der Prophet (1952) (Round the Bend)
- Henry Warrens Wandlung, Steinberg 1957 (Ruined City)
- Im fernen Land, 1953, Rowohlt 1989 (The Far Country)
- Im Gleitflug des Lebens, Steinberg Verlag, Zürich 1955 (Slide Rule)
- In fremdem Auftrag, Scherz 1954 (So disdained)
- Ketten, die nicht reißen 1956, Lübbe 1976 (An old captivity)
- Das letzte Ufer, übersetzt von Franziska Becker, Desch 1958, Rowohlt 1989 (On the Beach)
- Mädchen aus der Steppe, übersetzt von Franziska Becker, Desch 1957 (Beyond the black stump)
- Pastorale (1945) (Pastoral), auch als Das Paar in der Sonne, Benziger 1972
- Der Pilot der Königin, Steinberg Verlag 1955 (In the wet)
- Die Rose und der Regenbogen, Desch 1959 (The Rainbow and the Rose)
- Schach dem Schicksal, Steinberg Verlag 1948 (The Chequer Board)
- Marazan, Steinberg 1958, auch als Schatten über Marazan bei Büchergilde Gutenberg 1958 (Marazan)
- Schmerzliche Melodie, Desch 1955 (übersetzt von Franziska Becker), auch Vergessene Melodie, Benziger 1975 (Requiem for a Wren)
- Eine Stadt wie Alice, zuerst 1950, viele Ausgaben, unter anderem Rowohlt 1992 (A town like Alice)
- Der Straße fern, Steinberg 1950 (No Highway)
- Streng geheim, Steinberg Verlag, Zürich 1946 (Most Secret)
- Ende der Einsamkeit, Zürich, Benziger 1977, auch als Einsamer Weg, A. Müller (Lonely Road)
- Mr. Howard und die Kinder, Schweizer Druck- und Verlagsanstalt 1945, Rüschlikon-Zürich, Wien, Stuttgart, A. Müller 1967 (Pied Piper)
- Mit hellem Mut, Rüschlikon-Zürich u. a., A. Müller 1963 (Landfall)

## Verfilmungen
- 1942: The Pied Piper
- 1951: Die Reise ins Ungewisse (No Highway in the Sky)
- 1956: Marsch durch die Hölle (A town like Alice)
- 1959: Das letzte Ufer
- 1986: Far Country (The Far Country)
- 1989: Der Rattenfänger (Pied Piper)
- 2000: USS Charleston – Die letzte Hoffnung der Menschheit